# Нуапада (округ)
Нуапада (англ. Nuapada) — округ в индийском штате Орисса. Образован в 1993 году из части территории округа Калаханди. Административный центр — город Нуапада. Площадь округа — 3408 км². По данным всеиндийской переписи 2001 года население округа составляло 530 690 человек. Уровень грамотности взрослого населения составлял 42 %, что значительно ниже среднеиндийского уровня (59,5 %). Доля городского населения составляла 5,7 %.